# دومارتن، ان
دومارتن، ان (به فرانسوی: Dommartin) یک کمون در فرانسه است که در canton of Bâgé-le-Châtel واقع شده‌است.

## خصوصیات
دومارتن ۱۷٫۱۹ کیلومترمربع مساحت و ۸۷۲ نفر جمعیت دارد و ۲۰۰ متر بالاتر از سطح دریا واقع شده‌است.